# Dragalina
Dragalina è un comune della Romania di 8 575 abitanti, ubicato del distretto di Călărași, nella regione storica della Muntenia.
Il comune è formato dall'unione di 3 villaggi: Constantin Brâncoveanu, Dragalina, Drajna Nouă.
Il comune è un importante nodo dei trasporti: sul suo territorio si trova infatti il nodo ferroviario chiamato Ciulniţa e vi si trova inoltre la connessione tra la Strada Nazionale DN21 (Călărași-Slobozia) e l'Autostrada A2 (Bucarest-Costanza).